# Charles Nokan
Charles Nokan (auch: Zégoua Gbessi Nokan; * 28. Dezember 1936 in Yamoussoukro; † 1. November 2022 in Abidjan) war ein ivorischer Hochschullehrer und Schriftsteller französischer Sprache.

## Leben und Werk
Charles Konan studierte in Frankreich und wurde Professor an der Universität Félix Houphouët-Boigny. Er veröffentlichte Gedichte, Romane und Theaterstücke unter dem Pseudonym Charles Zégoua Gbessi Nokan. Seine Autobiographie Tel que je suis (Abidjan 2014) brachte ihm den Grand prix national Bernard Dadié de la littérature der Elfenbeinküste ein. Er war Mitglied der Académie des sciences, des arts, des cultures d'Afrique et des diasporas africaines. Odile Biyidi nannte seine Werke erbaulich, didaktisch, stilisiert und volksnah.

## Werke
- Le soleil noir point. Présence africaine, Paris 1962. (Vorwort von Pierre Stibbe)
- Violent était le vent. Roman. Présence africaine, Paris 1966.
- Les Malheurs de Tchakö. Pièce en 5 tableaux. P. J. Oswald, Honfleur 1968.
- Abraha Pokou, ou une grande Africaine. Théâtre. Suivi de: La Voix grave d'Ophimoï. Poème. P.J. Oswald, Honfleur 1970. (Vorwort von Jacques Howlett. Notiz von Mikel Dufrenne)
- La traversée de la nuit dense ou les Travailleurs africains en France. Théâtre. Suivi de Cris rouges. P.J. Oswald, Paris 1972.
- Johoré. Précédée de 5 autres pièces. Nubia, Paris 1982.
  - Njolè. Allangba et Ngo. L'Assassinat de Nguessan Lou Siani. Le Père. La Révolution, c'est l'affaire des masses populaires.
- Les Petites rivières. Roman. CEDA, Abidjan 1983.
- Le Matin sera rouge. Éd. Clé, Yaoundé 1984.
- Mon chemin débouche sur la grand-route. Roman. CEDA, Abidjan 1985.
- Cri. Poèmes. CEDA, Abidjan 1989.
- Les affres de l'existence et quatre autres pièces de théâtre. Abidjan 2000.
- Tout grand changement est un ouragan. Roman. Abidjan 2012.
- Les conflits. Roman suivi de quelques poèmes akan de Côte d'Ivoire. Abidjan 2014.
- Le chemin de Ncéli. Théâtre. Harmattan, Paris 2015.
- Fako et sa conscience. Théâtre. Harmattan, Paris 2015.
- La mutation ou Ciéciémin, ses camarades, son frère Lémantilè et sa soeur Méniammi. Théâtre. Harmattan, Paris 2015.
- La rupture. Théâtre. Harmattan, Paris 2015.
- Le poids de la faute et autres textes. Abidjan 2017.